# Ireneo della Croce
Ireneo della Croce (Triëst, 1625 – Venetië, 1713) was een Noord-Italiaans karmeliet en kroniekschrijver. Hij leefde in de republiek Venetië, meer bepaald in de karmelietenkloosters van Venetië en Padua. 

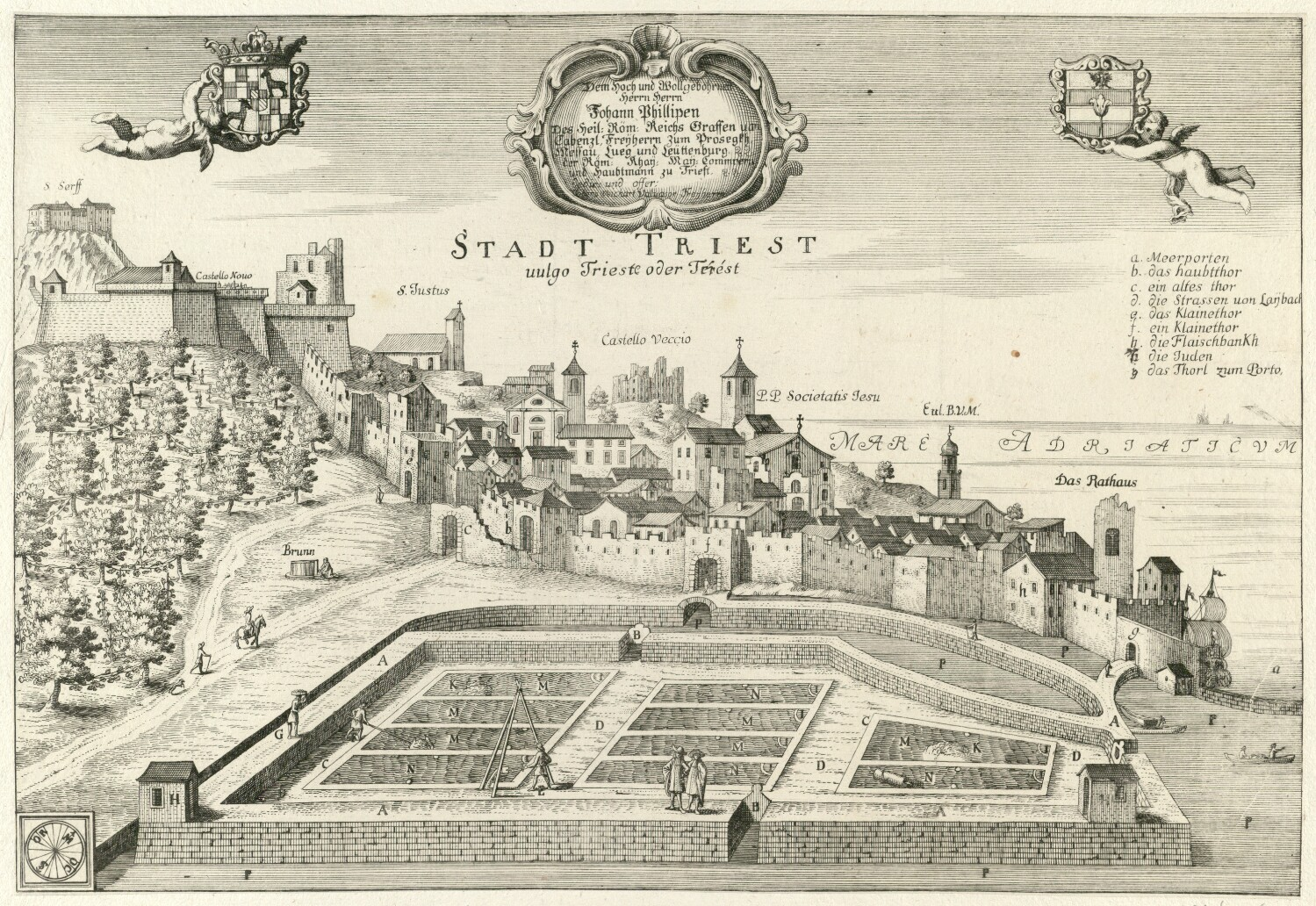
Triëst in de 17e eeuw

Zijn bekendste werk is de geschiedschrijving van zijn geboortestad Triëst. De titel is Historia Antica, e Moderna: Sacra, e Profana, della città di Trieste, celebre colonia de'Cittadini Romani. Con la notitia di molt'arcani d'antichità, prerogative di nobiltà e gesti d'huomini illustri ... mutationi de riti, e dominj sin'à quest'anno 1698. In tegenstelling tot wat de titel aankondigt, stopt zijn stadskroniek in het jaar 1000. De stad Triëst en enkele burgers betaalden de uitgave bij een drukker in Venetië. Postuum verscheen het tweede deel, dat de geschiedenis van Triëst beslaat tot het jaar 1702.